# Diego Barros Arana
Diego Jacinto Agustín Barros Arana (Santiago, 16 de agosto de 1830-Santiago de Chile, 4 de noviembre de 1907) fue un pedagogo, diplomático e historiador chileno, considerado uno de los principales intelectuales liberales del siglo XIX. Su obra cumbre fue la Historia General de Chile.

## Familia
Fue el sexto hijo de Diego Antonio Barros Fernández de Leiva y Martina Arana Andonaegui. Vivía en un hogar acomodado: su padre había empezado a forjar fortuna mediante el comercio y su madre era una dama argentina con contactos con la alta sociedad de Buenos Aires. Tenía ascendencia vasca.
Su madre falleció cuando él apenas tenía 4 años, por lo que una tía paterna se hizo cargo del hogar, entregándole una educación muy religiosa, por lo que siempre conservó respeto por la fe católica, a pesar de perderla más adelante.

## Estudios
Estudió en la academia de monjas como alumno externo del Instituto Nacional, siendo compañero de Francisco Bilbao y de los hermanos Amunátegui. Se adoctrinó en el latín, gramática, filosofía, francés e historia sacra, pero no en historia de América ni de Chile, que aún no se enseñaba, por lo que sus primeros contactos con la historia los hizo de modo independiente, al leer el Compendio de la historia civil, geográfica y natural del Abate Molina, las Memorias del general William (Guillermo) Miller, la Historia de la revolución hispanoamericana del español Mariano Torrente y la Historia física y política de Chile de Claudio Gay.

## Primeros trabajos

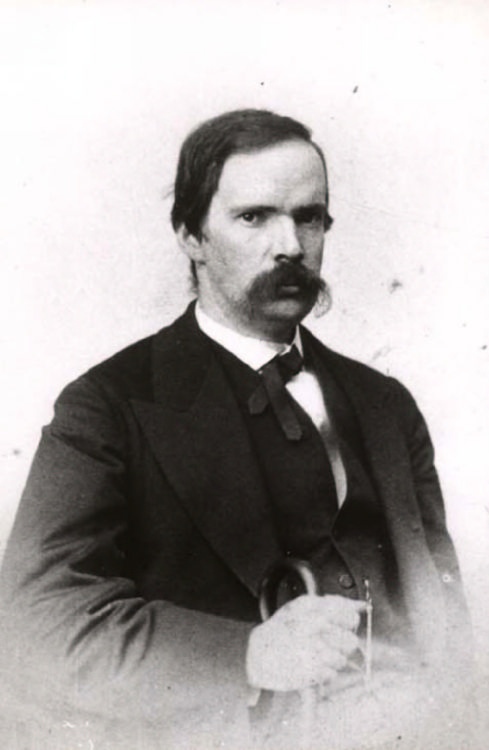
Barros Arana en su juventud.

A finales de su vida escolar se acercó a la literatura francesa, y realizó algunas traducciones, una de ellas el Caballero d‘Harmental de Alejandro Dumas, fue publicada por El Mercurio en 1849, acompañada por un ensayo sobre la regencia del Duque de Orleans escrito por Barros Arana, que es en rigor su primera obra.
Siguió trabajando con las traducciones del idioma francés, pero empezó a tener mayor cercanía con el trabajo histórico. Su debut como historiador lo hizo en 1850, con un artículo en el periódico La Tribuna sobre Túpac Amaru y con su primer libro histórico, Estudios históricos sobre Vicente Benavides y las campañas del sur.
Su segunda obra histórica sería la Historia General de la Independencia de Chile, impulsada también por Andrés Bello que le aconsejó frente a sus temores: "Escriba joven sin miedo, que en Chile nadie lee". Durante cuatro años (1854-1858) desarrolló un tenaz trabajo, del que resultaron 4 tomos con un total de 1931 páginas, que le valió ser nombrado miembro de la Facultad de Filosofía y Humanidades de la Universidad de Chile. En 1854 Barros Arana contrae matrimonio con Rosario Izquierdo Urmeneta, con quien tendría 2 hijos.

## Trayectoria política y pública
Poco a poco, las influencias extranjeras e internas llevaron a Barros Arana hacia el liberalismo y se  inmiscuyó activamente en la política. El liberalismo significaba en muchos casos una lucha contra la iglesia y la búsqueda de un estado laico. Barros Arana no fue la excepción, y si bien no llegó a extremos como otros de sus colegas, sí tuvo enfrentamientos terribles con los círculos católicos, pues pensaba que el atraso de la iglesia y su influencia en la sociedad eran nefastas para el desarrollo de la humanidad. Muchos católicos vieron en él un enemigo, declarándose la lucha después de una dura crítica del historiador a los exámenes del Seminario Conciliar, iniciándose una serie de réplicas desde sus respectivas trincheras, La Revista Católica para la iglesia y El Ferrocarril para Barros Arana.
Fue opositor tenaz al gobierno de Manuel Montt, y por temor a que estuviese involucrado en algún plan subversivo (de lo cual había buenos motivos, pues efectivamente escondía armas en su hogar), le allanaron la casa y tuvo que partir al exilio. Se dirigió a Argentina, en donde trabó amistad con Bartolomé Mitre y con Manuel Ricardo Trelles, que le ayudaron a que trabajara cómodamente en los archivos y bibliotecas de su país.
Viajó a Europa tras ser puesto en libertad. En 1863, de regreso en el país, fue nombrado rector del Instituto Nacional, iniciando una carrera pedagógica que lo llevaría a ocupar varias veces el decanato en la Facultad de Filosofía y Humanidades de la Universidad de Chile, así  como la rectoría de esa Universidad (1893-1897).

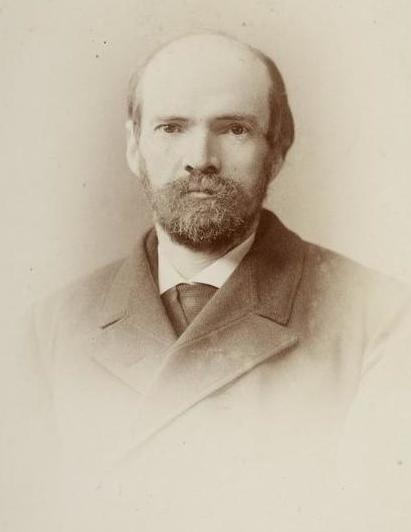
Fotografía de Barros Arana.
Fotografía Diaz y Spencer.

Su paso por el instituto desencadenaría una tormenta que rompería con la alianza de gobierno conocida como Fusión Liberal-Conservadora.
Abdón Cifuentes, como ministro de instrucción pública del presidente Federico Errázuriz Zañartu, estaba embarcado en la misión de hacer aprobar la ley de libertad de exámenes. Esta ley beneficiaría a las escuelas privadas (mayoritariamente católicas), las cuales podrían hacer el examen de ingreso a las universidades en su propio colegio y no ante los profesores del Instituto Nacional, como era hasta entonces, lo que encontró la resistencia de Barros Arana.
Promulgada la ley, se produjo un grave enfrentamiento entre el ministro y el rector del Instituto Nacional. Los enemigos de Barros Arana causaron desórdenes dentro del instituto, obligando a destituirlo como rector, mas se le nombró delegado de instrucción media. Pero el gobierno bicéfalo del instituto causó aún más desórdenes dentro del instituto que terminaron con la renuncia del nuevo rector Camilo Cobo (ya renunciado del ministerio).
Errázuriz censuró esto y terminó con el cargo de delegado de instrucción media, dejando automáticamente a Barros Arana sin puesto en el instituto.
Su ira y la de sus partidarios se dirigió al ministro de instrucción, y se organizó un asalto contra su casa, el cual fue repelido felizmente por fuerzas de la policía a último minuto. Indignados por este asalto, y por la participación de liberales en ella, el Partido Conservador permitió que Cifuentes, el único conservador del gabinete, renunciara. Había muerto la alianza de gobierno.
Posterior a esto se dedicó a la erudición historiográfica y a desempeñarse en tareas internacionales. Fue enviado a Argentina en una misión para definir los límites entre ambas naciones y solucionar el problema de la no asignada Patagonia, entonces territorio indígena. Barros era partidario de no reclamar el sector oriental, pues lo consideraba un sitio estéril que gastaría las energías chilenas. Arreglados los problemas limítrofes, surgiría otro por la definición de los peritos, donde jugó nuevamente un papel importante al desempeñar la presidencia de la comisión de peritos, posicionándolos en el extremo sur de Chile, donde existían los conflictos.
Pero sería en su faceta de historiador en donde más se destacaría. Llegaría a ser el más importante del siglo XIX, por su obra magna la “Historia general de Chile”, que relata toda la historia del país desde la prehistoria hasta 1830 en 16 tomos.
Además de esta obra escribió otras como “Estudios históricos sobre Vicente Benavides” (su primera obra histórica)  “Historia general de la independencia de Chile", “Un decenio de la historia de Chile”, El doctor don Rodulfo Amando Philippi y muchos otros más.

## Últimos años y muerte

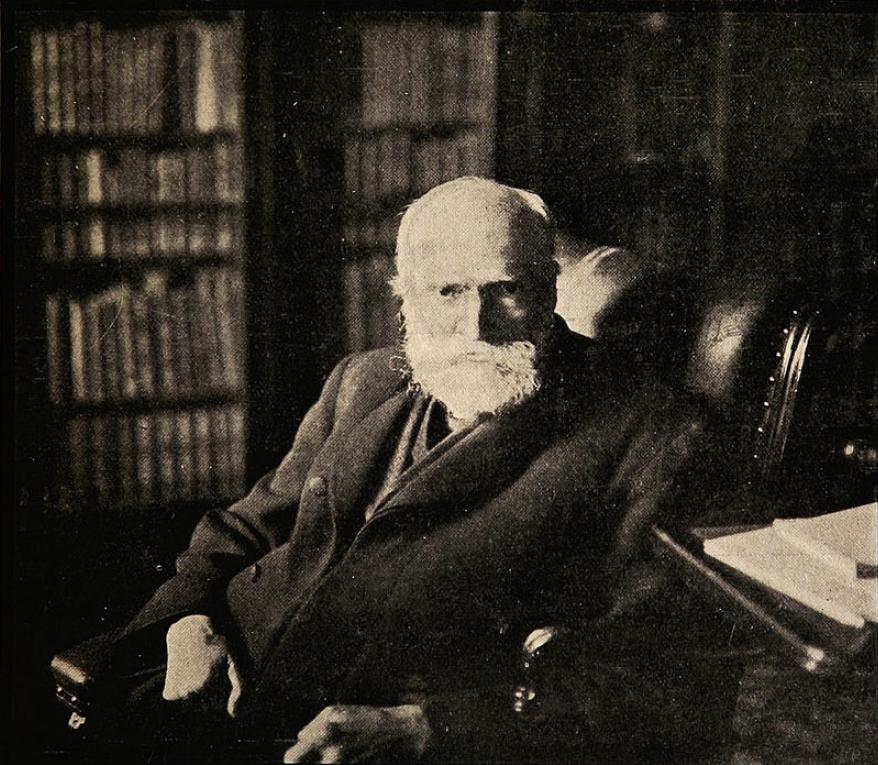
El último retrato de Diego Barros Arana (1907).

En 1902 tuvo una destacada participación en el Congreso General de Enseñanza realizado en Santiago, que tuvo carácter internacional. Murió el 4 de noviembre de 1907 en Santiago. Ciertos autores (como Sergio Villalobos[cita requerida]) afirman que sufrió un ataque cardíaco cuando intentaba explicarle a un niño la diferencia entre un termómetro y un barómetro.
Pedro Nolasco Cruz Vergara dice: 

Es muy raro encontrar un autor que conozca bien los límites de su ingenio, que prometa únicamente lo que puede cumplir y que cumpla lo que promete. Esta probidad tiene sus recompensa. El que ejercita sus facultades en la esfera que le corresponde y no las violentas no se empeña en aplicarlas a objetos que no están naturalmente a su alcance, consigue desenvolverlas o fortificarlas en lato grado y hará bien cuando haga. A esa clase de escritores pertenece Diego Barros Arana.

L. Rojas sobre Diego Barros Arana en Biografía cultural de Chile (reed. 1995)

Barros Arana es el punto obligado, la referencia precisa, la síntesis de nuestro pasado y la base fundamental de cuanto trabajo de esta misma naturaleza se haya editado posteriormente».[cita requerida]

## Homenajes

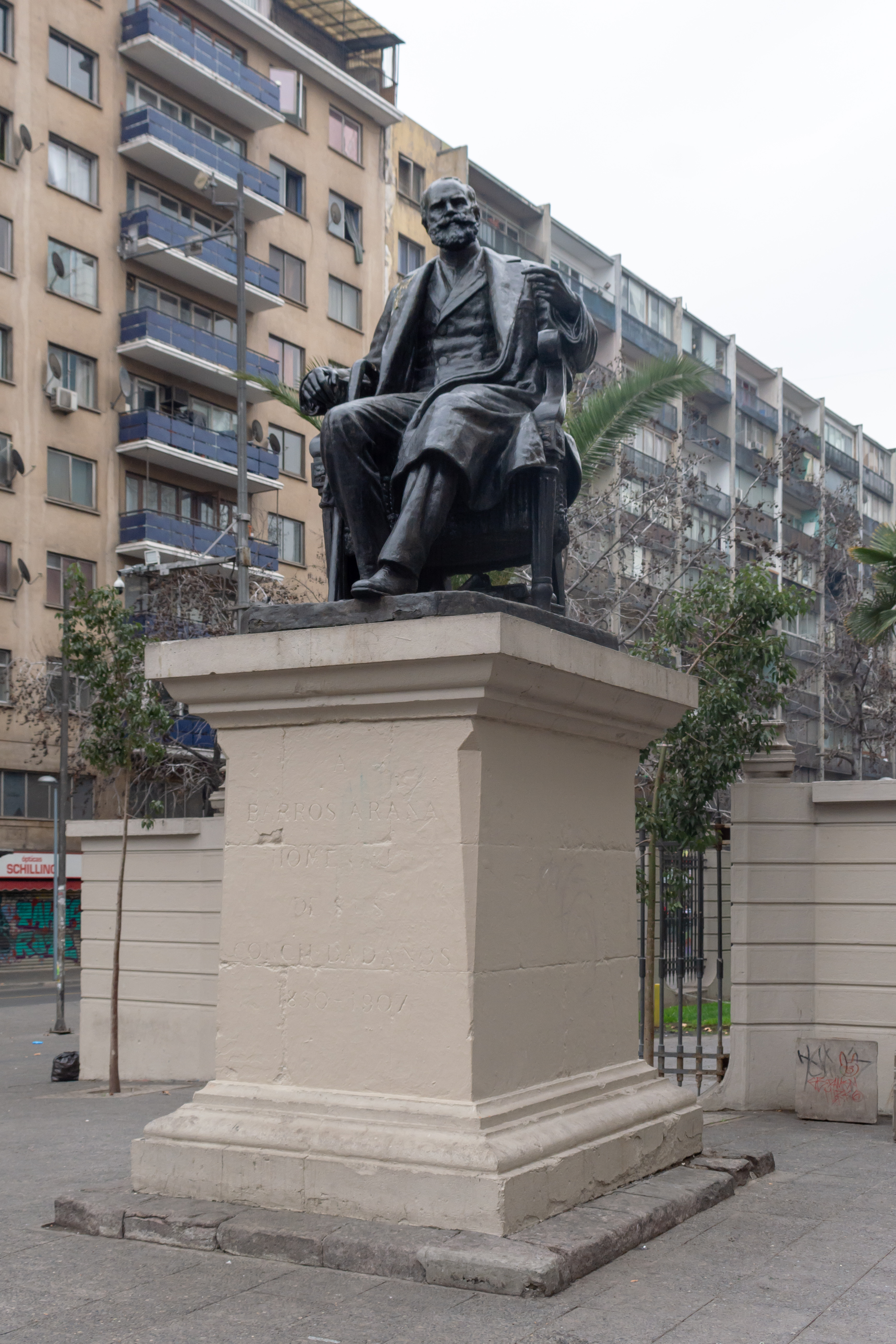
Monumento a Diego Barros Arana en Santiago.

- En 1907, luego de su muerte, el presidente Pedro Montt ordenó que el Internado Nacional llevara los apellidos del historiador por su aporte educativo al país, pasando a llamarse Internado Nacional Barros Arana.
- Un pueblo de la comuna de Teodoro Schmidt lleva su nombre.
- También lo llevan muchas calles y avenidas de Chile, como por ejemplo calles principales de Concepción y Temuco.

## Obras

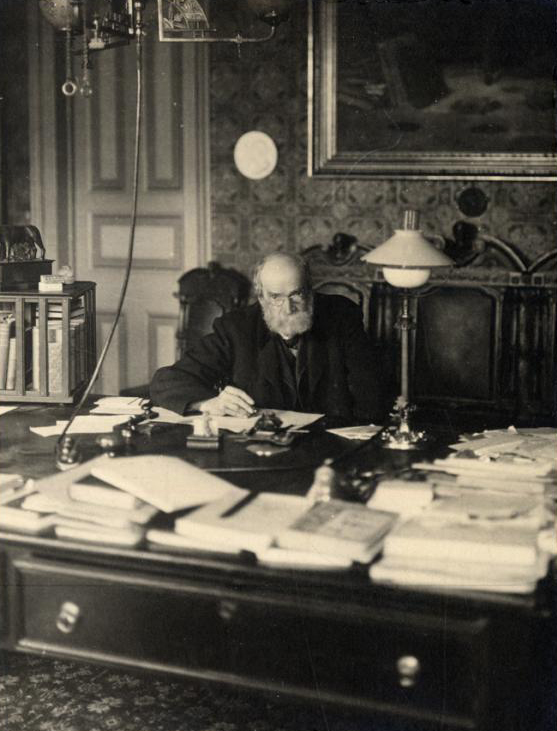
Diego Barros Arana en su escritorio de trabajo.

Nota: Los nombres están en grafía moderna.
- Estudios históricos sobre Vicente Benavides y las campañas del sur: 1818-1822 (1850)
- El general Freire (1852)
- Historia general de la independencia de Chile  (4 tomos entre 1854-1858)
  - tomo I (1854)
  - tomo II (1855)
  - tomo III (1857)
  - tomo IV (1858)
- Las campañas de Chiloé: (1820-1826) (1856)
- Vida y viajes de Hernando de Magallanes (1864)
- Compendio elemental de historia de América (1865)
- Elementos de geografía física  (1871)
- Manual de composición literaria (1871)
- Riquezas de los antiguos jesuitas de Chile (1872)
- Proceso de Pedro de Valdivia y otros documentos inéditos concernientes a este conquistador (1873)
- Mi destitución: apuntes para la historia del Instituto Nacional  (1873)
- Don Claudio Gay, su vida y sus obras: Estudio biográfico y crítico (1876)
- Rasgos biográficos de Don Melchor de Santiago (1883)
- Historia General de Chile (16 volúmenes entre 1884-1902)
  - Tomo I (1884)
  - Tomo II (1884)
  - Tomo III (1884)
  - Tomo IV (1885)
  - Tomo V (1885)
  - Tomo VI (1886)
  - Tomo VII (1886)
  - Tomo VIII (1887)
  - Tomo IX (1889)
  - Tomo X (1889)
  - Tomo XI (1890)
  - Tomo XII (1893)
  - Tomo XIII (1894)
  - Tomo XIV (1897)
  - Tomo XV (1897)
  - Tomo XVI (1902)
- Elementos de literatura: retórica y poética (1867)
- Compendio de historia moderna (1888)
- Exploraciones geográficas hidrográficas de José Moraleda y Montero precedidas de una introducción (1888)
- Manual de Composición Literaria (1889)
- Necrología de D. Juan G.Courcelle Seneuil (1892)
- Plan de estudios y programas de instrucción secundaria aprobados por el Consejo de Instrucción Pública para los liceos del Estado (1893)
- La cuestión de límites entre Chile y la República Argentina: los tratados vigentes, las actas de los peritos, actas sobre el arbitraje, mapa de las dos líneas limítrofes (1895)
- El doctor don Rodolfo Amando Philippi: su vida y sus obras (1904)
- Un decenio de la historia de Chile: (1841-1851)
  - Tomo I (1905)
  - Tomo II (1906)
- Estudios histórico-bibliográficos (5 volúmenes entre 1909-1911)
- Don José Francisco Vergara: bosquejos biográficos a través de su labor parlamentaria su muerte y apoteosis (publicada en 1919)

### Lista de obras
- Chiappa, Víctor M. (1907). Bibliografía de don Diego Barros Arana. Imprenta alemana. pp. 112.